# Bernat Desclot

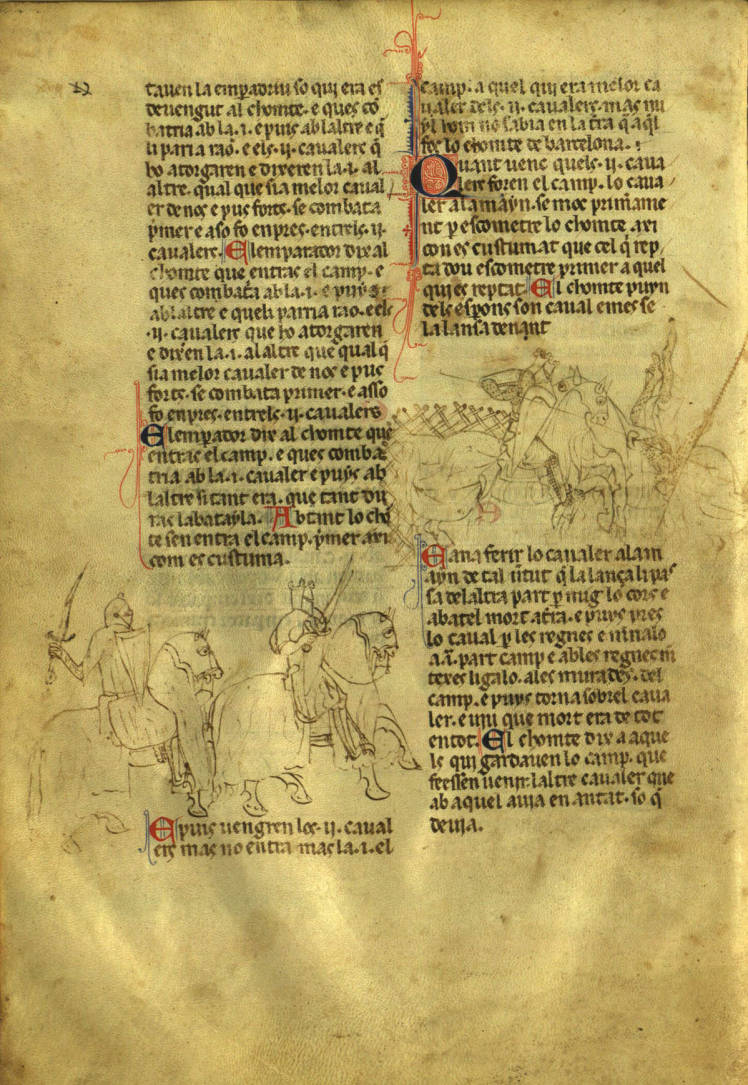
Détail du manuscrit (Ms.486 Bibl de Catalunya) de la Chronique de Bernat Desclot

Bernat Desclot, historien catalan, probablement originaire de la vicomté de Castelnou, Roussillon. Chroniqueur ayant vécu dans la seconde moitié du XIIIe siècle.

## Biographie
Il a écrit la plus ancienne des quatre grandes chroniques de la Couronne d'Aragon, le Libre del Rey en Pere d'Aragó e dels seus antecessors passats, également connue comme Chronique de Bernat Desclot. Il s'est marié avec la dame de Cabrils Marta Recatalinus en 1256. 
Ils ont eu sept fils, mais plus tard on découvrit qu'un des fils était né d'une aventure que la Dame Recatalinus avait eu avec un autre homme. Bernat Desclot s'est alors séparé d'elle. On ne possède que peu de documents le concernant. Une des hypothèses qui ont été émises tend à l'identifier avec Bernat Escrivà, personnage qui à cette époque occupa diverses charges importantes à la cour royale de Pierre III d'Aragon (1276-1285), le secrétariat de la cour de Gandia en 1282 et le poste de trésorier royal en 1283. Il parvint à occuper le poste de camérier auprès du roi Alfonso III le Libéral, et il est  mort en 1288 à environ cinquante ans.
La date de la rédaction de sa chronique coïncide peut-être avec la conquête de la Sicile (1283), mais la chronique parle aussi de faits survenus entre 1137 et 1285. L'historien Miquel Coll divise l'œuvre en trois sections en s'appuyant sur la nature différente des sources documentaires; une section est constituée par les événements antérieurs au règne de Jacques Ier d'Aragon, la seconde est consacrée aux faits du règne de ce roi, et la troisième expose les événements du règne de Pierre III le Grand; elle les présente d'ailleurs sous des couleurs clairement favorables. La première appartient à la tradition des jongleurs, et utilise des sources légendaires; la seconde est basée sur des sources contemporaines, historiographiques; et la troisième comporte principalement des souvenirs personnels de l'auteur ou de témoins. Le style de Desclot est réaliste, à la fois épique et passionné, jusqu'à la partialité, bien que l'auteur se préoccupe de sélectionner et de confronter ses sources.
Les éditions les plus anciennes de son Histoire de Catalogne sont celle de Barcelone, en 1616 et celle faite par Sancha à Madrid en 1793, cette dernière contient en particulier les chapitres qui racontent l'invasion française en 1285 et la défense entreprise par Pierre III le Grand avec l'aide des fameux Almogavres.